# Asteriks u Piktów
Asteriks u Piktów (fr. Astérix chez les Pictes) – trzydziesty piąty tom przygód Asteriksa.
Jest to pierwszy album, którego twórcami są Jean-Yves Ferri (scenariusz) i Didier Conrad. Albert Uderzo zastrzegł sobie prawo kontroli każdego z kadrów komiksu i wprowadzania poprawek, gdy uznał to za stosowne. Narysował także postać Obeliksa na okładce komiksu (stąd podpisy zarówno Uderzo, jak i Conrada).

## Fabuła
Pewnego zimowego dnia Asteriks i Obeliks wybierają się na połów ostryg. Na plaży znajdują mężczyznę, zamarzniętego w bryle lodu. Nieszczęśnik zostaje przeniesiony do wioski, gdzie Panoramiks rozpoznaje w nim wojownika Piktów. Okazuje się, że Pikt po rozmrożeniu stracił głos, ale z pomocą wyrytej na menhirze mapy udaje mu się wytłumaczyć Galom, że pragnie wrócić do ojczystej Kaledonii. Asteriks i Obeliks wyruszają z Piktem w morską podróż na północ.

## Bohaterowie
- Asterix,
- Obelix,
- Panoramix,
- Mac Aronh (fr. Mac Oloch) - wojownik piktyjski, odnaleziony przez Asteriksa i Obeliksa na początku opowieści.
- Numerusclausus (fr. Numérusclausus) - rzymski rachmistrz spisowy, odwiedzający wioskę Galów w dzień odnalezienia Mac Aronha.
- Rumianka (fr. Camomilla) - narzeczona Mac Aronha, porwana przez Mac Rofagha
- Mac Rofagh (fr. Mac Abbeh) - wódz klany wrogiego klanowi Mac Aronha.
- Estragon (fr. Afnor) - przodek potwora z Loch Ness.